# Ashoke Kumar Sen

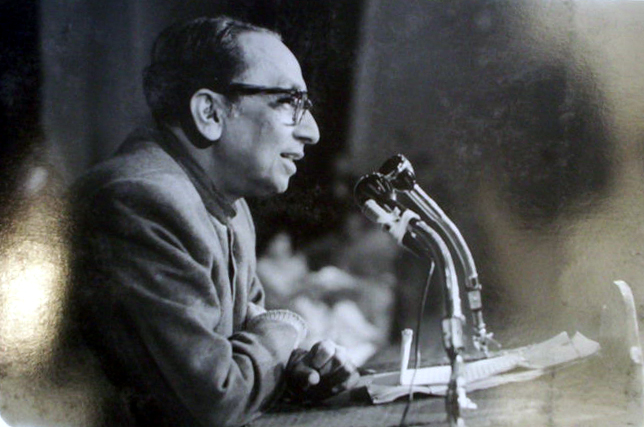
Ashoke Kumar Sen

Ashoke Kumar Sen (Marathi: अशोक कुमार सेन; * 10. Oktober 1913 in Faridpur, Bengalen, Britisch-Indien; † 21. September 1996) war ein indischer Politiker des Indischen Nationalkongresses (INC), der unter anderem Minister in verschiedenen Unionsregierungen war.

## Leben

### Rechtsanwalt und Hochschullehrer
Ashoke Kumar Sen stammte aus einer hinduistischen Baidya-Familie, zu der auch der Gelehrte Kshitimohan Sen, sein Bruder und langjährige Leiter der Wahlkommission Indiens (Chief Election Commissioner of India) Sukumar Sen, aber auch in späteren Generationen der Wirtschaftswissenschaftler und Nobel-Preisträgers Amartya Sen, dessen Ehefrau und Schriftstellerin Nabanita Dev Sen sowie deren Töchter, die Journalistin Antara Dev Sen und die Schauspielerin und Kinderbuchautorin Nandana Sen gehören. Er selbst war Sohn des Bezirksrichters Akshay Kumar Sen und begann nach dem Besuch des Presidency College in Kalkutta ein grundständiges Studium der Rechtswissenschaften an der University of Calcutta, das er mit einem Bachelor of Arts (B.A.) und einem Master of Arts (M.A.) abschloss. Ein postgraduales Studium der Wirtschaftswissenschaften an der London School of Economics (LSE) beendete er mit einem Master of Science (M.Sc. Economics) und erwarb zudem eine anwaltliche Zulassung als Barrister bei der Anwaltskammer (Inns of Court) von Gray’s Inn.
Nach seiner Rückkehr nach Britisch-Indien war Ashoke Kumar Sen zwischen 1941 und 1943 zunächst Professor für Wirtschafts- und Handelsrecht am Law City College, Calcutta und begann danach eine Tätigkeit als Rechtsanwalt am Calcutta High Court, dem Obergericht in Kalkutta. Nach der Unabhängigkeit Indiens vom Vereinigten Königreich am 15. August 1947 arbeitete er zwischen 1950 und 1956 als Rechtsberater der Regierung des Bundesstaates Westbengalen. Während dieser Zeit war er 1955 Mitglied der indischen Delegation bei der zehnten Sitzung der Generalversammlung der Vereinten Nationen.

### Lok-Sabha-Mitglied, Staatsminister und Minister

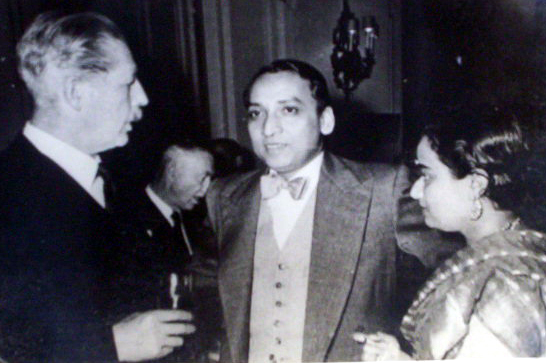
Sen mit dem britischen Premierminister Harold Macmillan (um 1960)

Bei der Wahl zwischen dem 24. Februar und dem 15. März 1957 wurde Sen für den Indischen Nationalkongress (INC) erstmals zum Mitglied der Lok Sabha, des Unterhauses des indischen Parlaments (Bhāratīya saṃsa) gewählt, und gehörte diesem nach seiner Wiederwahl bei der Wahl vom 19. bis 25. Februar 1962 und Wahl vom 15. bis 21. Februar 1967 zunächst bis 1970 an. Nach seiner ersten Wahl wurde er am 17. April 1957 im dritten Kabinett Premierminister Jawaharlal Nehru Staatsminister im Justizministerium und bekleidete dieses Amt vom 2. April 1962 bis zum 9. Juni 1963 auch im vierten Kabinett Nehru. In dieser Funktion war er 1958 und 1959 Leiter der indischen Delegationen bei Seerechtskonferenzen der Vereinten Nationen in Genf sowie Leiter der indischen Delegationen bei den UN-Menschenrechtskonferenzen in Tokio (1960) beziehungsweise Neu-Delhi (1962). Im Anschluss fungierte er zwischen dem 1. September 1963 und dem 13. Mai 1964 als Staatsminister für Post und Telegrafie im vierten Kabinett Nehru.
Am 9. Juni 1964	übernahm Ashoke Kumar Sen im Kabinett von Premierminister Lal Bahadur Shastri zunächst das Amt als Minister für Justiz und Kommunikation beziehungsweise am 15. Juni 1964 als Minister für Justiz und soziale Sicherheit, während Satya Narayan Sinha am 15. Juni 1964 das neue eigenständige Amt als Kommunikationsminister übernahm. Die Funktion als Minister für Justiz und soziale Sicherheit hatte er bis zum 23. Januar 1966 inne.

### Wiederwahlen, spätere Ministerämter und Rajya-Sabha-Mitglied
Bei der Wahl vom 1. bis 10. März 1971 wurde Sen wiederum zum Mitglied der Lok Sabha gewählt und gehörte dieser nunmehr für den INC bis zur Wahl vom 16. bis 20. März 1977 an. Während dieser Zeit engagierte er sich zwischen 1974 und 1976 für zwei einjährige Wahlperioden als Präsident der Vereinigung des Obersten Gerichts (Supreme Court Bar Association) sowie zudem 1975 als Präsident des Fußballverbandes (Indian Football Association).
Ashoke Kumar Sen wurde bei der Wahl am 3. und 6. Januar 1980 abermals zum Mitglied der Lok Sabha gewählt und vertrat in dieser nach seiner Wiederwahl bei der Wahl am 24., 27. und 28. Dezember 1984 bis zur Wahl am 22. und 26. November 1989 den im Bundesstaat Westbengalen liegenden Wahlkreis Calcutta North-West. Während seiner Parlamentszugehörigkeit war er zwischen 1980 und 1982 Vorsitzender des Ausschusses für untergeordnete Gesetzgebung. Am 31. Dezember 1984 übernahm er als Nachfolger von Jagannath Kaushal im Kabinett von Premierminister Rajiv Gandhi das Amt als Minister für Recht und Justiz und bekleidete dieses bis zum 27. März 1987, woraufhin P. Shiv Shankar seine Nachfolge antrat. Zugleich war er von 1984 bis 1985 abermals Präsident der Supreme Court Bar Association.
Am 3. April 1990 wurde Sen schließlich für die Samajwadi Janata Party (SJD) Mitglied der Rajya Sabha, des Oberhauses des Parlaments, und vertrat in diesem bis zum 2. April 1996 die Interessen des Bundesstaates Westbengalen. Er bekleidete vom 21. November 1990 bis zum 21. Juni 1991 im Kabinett von Premierminister Chandra Shekhar das Amt als Minister für Stahl und Bergbau.
Am 2. Februar 1943 heiratete er Shrimati Anjana Das, die einzige Tochter von Sudhi Ranjan Das, der zwischen 1956 und 1959 als Chief Justice of India Präsident des Obersten Gerichts von Indien war. Aus dieser Ehe gingen zwei Söhne und zwei Töchter hervor.